# Giorgio Federico di Nassau-Siegen
Giorgio Federico Luigi di Nassau-Siegen, noto come "Fritz" (Dillenburg, 23 febbraio 1606 – Bergen op Zoom, 5 aprile 1674), fu conte, e poi, dal 1664, principe di Nassau-Siegen, nonché conte di Katzenelnbogen, Vianden e Diez e barone di Beilstein.

## Biografia

### Infanzia
Giorgio Federico era figlio di Giovanni VII di Nassau-Siegen (1561–1623) e della sua seconda moglie, la principessa Margherita di Schleswig-Holstein-Sonderburg (1583–1658), figlia del duca Giovanni. Suo fratello era Giovanni Maurizio di Nassau-Siegen ("il brasiliano") (1604–1679), sua sorella Amalia Maddalena di Nassau-Siegen (1613–1669).

### Carriera militare
Giorgio Federico era un soldato e diventò il 19 novembre 1627 capitano (Hauptmann) della fanteria della Repubblica delle Sette Province Unite. Il 3 gennaio 1633 diventò rittmeister della cavalleria. Il 9 gennaio 1637 ritornò come maggiore per la fanteria dove fu promosso oberst l'8 gennaio 1642. Dal 30 ottobre 1648 al 1658, Giorgio Federico fu statolder di Rheinberg. Il 25 ottobre 1658 diventò governatore di Bergen op Zoom. Nel 1661 diventò cavaliere del più alto ordine cavalleresco di Danimarca, l'ordine dell'Elefante.

### Matrimonio
Il 4 giugno 1647 sposò Maurizia Eleonora del Portogallo (1609–1674) a L'Aia. Dal matrimonio non nacquero figli.

### Ultimi anni e morte
Dal 1638 fino alla sua morte, dopo un infortunio sul campo di battaglia nel 1674, fu sovrano di Nassau-Siegen e successore di Giovanni VIII di Nassau-Siegen.

## Discendenza
Il principe Giorgio Federico ebbe due figli illegittimi:
- una figlia
- Margherita Sofia (m. 1737), sposò Johann Fer nel 1669.

## Ascendenza
|                                                          |                                |                                               | Genitori                                            |  |  | Nonni |  |  | Bisnonni                                 |  |  | Trisnonni                                |  |
|                                                          |                                |                                               |                                                     |  |  |       |  |  | Wilhelm I, IX conte di Nassau-Dillenburg |  |  | Johann V, VII conte di Nassau-Dillenburg |  |
|                                                          |                                |                                               |                                                     |  |  |       |  |  | Wilhelm I, IX conte di Nassau-Dillenburg |  |  | Johann V, VII conte di Nassau-Dillenburg |  |
|                                                          |                                | langravia Elisabeth von Hessen-Marburg        |                                                     |  |  |       |  |  | Wilhelm I, IX conte di Nassau-Dillenburg |  |  |                                          |  |
| Johann VI, X conte di Nassau-Dillenburg                  |                                |                                               |                                                     |  |  |       |  |  | Wilhelm I, IX conte di Nassau-Dillenburg |  |  |                                          |  |
|                                                          |                                | contessa Juliana zu Stolberg-Wernigerode      | Botho, III conte di Stolberg-Wernigerode            |  |  |       |  |  |                                          |  |  |                                          |  |
|                                                          |                                | contessa Juliana zu Stolberg-Wernigerode      | Botho, III conte di Stolberg-Wernigerode            |  |  |       |  |  |                                          |  |  |                                          |  |
|                                                          |                                | contessa Juliana zu Stolberg-Wernigerode      | contessa Anna von Eppstein-Königstein               |  |  |       |  |  |                                          |  |  |                                          |  |
| Johann VII, I conte di Nassau-Siegen                     |                                | contessa Juliana zu Stolberg-Wernigerode      |                                                     |  |  |       |  |  |                                          |  |  |                                          |  |
|                                                          |                                | Georg III, XIII langravio di Leuchtenberg     | Johann IV, XII langravio di Leuchtenberg            |  |  |       |  |  |                                          |  |  |                                          |  |
|                                                          |                                | Georg III, XIII langravio di Leuchtenberg     | Johann IV, XII langravio di Leuchtenberg            |  |  |       |  |  |                                          |  |  |                                          |  |
|                                                          |                                | Georg III, XIII langravio di Leuchtenberg     | contessa Margarethe von Schwarzburg-Blankenburg     |  |  |       |  |  |                                          |  |  |                                          |  |
| langravia Elisabeth von Leuchtenberg                     |                                | Georg III, XIII langravio di Leuchtenberg     |                                                     |  |  |       |  |  |                                          |  |  |                                          |  |
|                                                          |                                | margravia Barbara von Brandenburg-Ansbach     | Friedrich I, III margravio di Brandenburg-Ansbach   |  |  |       |  |  |                                          |  |  |                                          |  |
|                                                          |                                | margravia Barbara von Brandenburg-Ansbach     | Friedrich I, III margravio di Brandenburg-Ansbach   |  |  |       |  |  |                                          |  |  |                                          |  |
|                                                          |                                | margravia Barbara von Brandenburg-Ansbach     | principessa Zofia Jagiellonka                       |  |  |       |  |  |                                          |  |  |                                          |  |
| Georg Friedrich, I principe di Nassau-Siegen             |                                | margravia Barbara von Brandenburg-Ansbach     |                                                     |  |  |       |  |  |                                          |  |  |                                          |  |
|                                                          | Christian III, re di Danimarca | Frederik I, re di Danimarca                   |                                                     |  |  |       |  |  |                                          |  |  |                                          |  |
|                                                          | Christian III, re di Danimarca | Frederik I, re di Danimarca                   |                                                     |  |  |       |  |  |                                          |  |  |                                          |  |
|                                                          | Christian III, re di Danimarca | principessa Anna von Brandenburg              |                                                     |  |  |       |  |  |                                          |  |  |                                          |  |
| Johannes, I duca di Schleswig-Holstein-Sonderburg        | Christian III, re di Danimarca |                                               |                                                     |  |  |       |  |  |                                          |  |  |                                          |  |
|                                                          |                                | duchessa Dorothea von Sachsen-Lauenburg       | Magnus I, IV duca di Sassonia-Lauenburg             |  |  |       |  |  |                                          |  |  |                                          |  |
|                                                          |                                | duchessa Dorothea von Sachsen-Lauenburg       | Magnus I, IV duca di Sassonia-Lauenburg             |  |  |       |  |  |                                          |  |  |                                          |  |
|                                                          |                                | duchessa Dorothea von Sachsen-Lauenburg       | principessa Katharina von Braunschweig-Wolfenbüttel |  |  |       |  |  |                                          |  |  |                                          |  |
| principessa Margaretha von Schleswig-Holstein-Sonderburg |                                | duchessa Dorothea von Sachsen-Lauenburg       |                                                     |  |  |       |  |  |                                          |  |  |                                          |  |
|                                                          |                                | Ernst III, VIII duca di Brunswick-Grubenhagen | Philipp I, VII duca di Brunswick-Grubenhagen        |  |  |       |  |  |                                          |  |  |                                          |  |
|                                                          |                                | Ernst III, VIII duca di Brunswick-Grubenhagen | Philipp I, VII duca di Brunswick-Grubenhagen        |  |  |       |  |  |                                          |  |  |                                          |  |
|                                                          |                                | Ernst III, VIII duca di Brunswick-Grubenhagen | contessa Katharina von Mansfeld                     |  |  |       |  |  |                                          |  |  |                                          |  |
| principessa Lisbeth von Braunschweig-Grubenhagen         |                                | Ernst III, VIII duca di Brunswick-Grubenhagen |                                                     |  |  |       |  |  |                                          |  |  |                                          |  |
|                                                          |                                | duchessa Margarete von Pommern-Wolgast        | Georg I, IX duca di Pomerania                       |  |  |       |  |  |                                          |  |  |                                          |  |
|                                                          |                                | duchessa Margarete von Pommern-Wolgast        | Georg I, IX duca di Pomerania                       |  |  |       |  |  |                                          |  |  |                                          |  |
|                                                          |                                | duchessa Margarete von Pommern-Wolgast        | principessa Amalie von der Pfalz                    |  |  |       |  |  |                                          |  |  |                                          |  |
|                                                          |                                | duchessa Margarete von Pommern-Wolgast        |                                                     |  |  |       |  |  |                                          |  |  |                                          |  |